# Francis Xavier Yu Soo-il

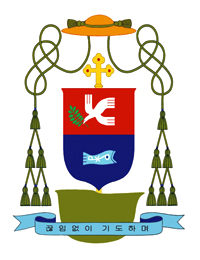
Bischofswappen

Francis Xavier Yu Soo-il OFM (kor. 유수일; * 23. März 1945 in Nonsan; † 28. Mai 2025) war ein südkoreanischer römisch-katholischer Geistlicher und Militärbischof von Korea.

## Leben
Francis Xavier Yu Soo-il trat 1973 der Ordensgemeinschaft der Franziskaner bei, legte 1979 die ewige Profess ab und empfing am 25. Februar 1980 die Priesterweihe.
Papst Benedikt XVI. ernannte ihn am 16. Juli 2010 zum Militärbischof von Korea. Die Bischofsweihe spendete ihm der Bischof von Uijeongbu, Peter Lee Ki-heon, am 15. September desselben Jahres; Mitkonsekratoren waren Joseph Lee Han-taek SJ, Altbischof von Uijeongbu, und Lazarus You Heung-sik, Bischof von Daejeon.
Papst Franziskus nahm am 2. Februar 2021 seinen altersbedingten Rücktritt an.